# جاكوب مونتيس
جاكوب مونتيس (بالإنجليزية: Jacob Montes)‏ هو لاعب كرة قدم أمريكي في مركز الوسط، ولد في 20 أكتوبر 1998 في ميسيون فيجو في الولايات المتحدة. لعب مع بروتلاند تمبرز 2.